# Stortandad hjärtstilla
Stortandad hjärtstilla (Chaiturus marrubiastrum) är en kransblommig växtart som först beskrevs av Carl von Linné, och fick sitt nu gällande namn av Heinrich Gottlieb Ludwig Reichenbach. Enligt Catalogue of Life ingår Stortandad hjärtstilla i släktet lejonhjärtstillor och familjen kransblommiga, men enligt Dyntaxa är tillhörigheten istället släktet lejonhjärtstillor och familjen kransblommiga. Arten förekommer tillfälligt i Sverige, men reproducerar sig inte. Inga underarter finns listade i Catalogue of Life.